# 죽음보다 무서운 비밀
《죽음보다 무서운 비밀》(영어: Apt Pupil)은 미국에서 제작된 브라이언 싱어 감독의 1998년 스릴러 영화이다. 이언 매켈런, 브래드 렌프로 등이 출연하였고, 제인 햄셔 등이 제작에 참여하였다.

## 줄거리
1984년 북부 캘리포니아. 16살 토드는 이웃 노인 아서 덴커가 실은 지명 수배 중인 전범 쿠르트 두산더라는 사실을 알게 된다.
토드는 아서를 협박해 절멸 수용소 나치 사령관으로서 집단학살에 일조한 경험을 억지로 털어놓게 하고 슈츠슈타펠 제복을 사서 강제로 입힌다. 토드와 과거를 공유하며 자극을 받은 아서는 술에 취해 고양이를 오븐에 넣어 죽이려고 하다가 고양이가 도망가는 바람에 실패한다.
반격에 들어간 아서는 자신을 신고하면 토드가 함께 나치즘을 즐기고 자신을 숨겨줬다고 언론에 얘기하여 토드네 가족 전체의 명예를 실추시키겠다고 역으로 위협하고, 중퇴 위기인 토드에게 공부하길 종용한다. 심지어 아서는 토드 할아버지인 척 하고 토드가 다니는 학교 교사 에드워드를 만나 상담하기까지 한다. 토드는 전과목 A 학점 모범생이 된다.
어느 날 자진해서 제복을 입어본 아서는 이 모습을 한 노숙자에게 들켜 협박을 받게 된다. 아서는 노숙자를 죽이려다가 심근 경색을 일으키고, 토드에게 전화를 건다. 토드는 아직 살아있던 노숙자를 삽으로 때려 죽인 뒤 증거를 인멸하고 아서를 병원에 보낸다.
아서는 같은 병실에 입원한 수용소 생존자에게 정체를 들키면서 이스라엘 인도가 결정된다. 수석 졸업을 하게 된 토드는 졸업식 고별사에서 이카로스를 업급하면서 인류의 모든 성취는 위대해지고자 하는 욕망에서 촉발되었다고 연설한다. 언론의 관심이 집중된 가운데 아서는 본인 몸에 공기 색전증을 일으켜 자살하고, 토드는 아서의 과거를 전혀 몰랐다고 부인한다.
교사 에드워드는 전에 학교에 찾아와 토드의 성적을 상담했던 사람이 토드 할아버지가 아니라 전범이었다는 사실을 깨닫는다. 에드워드가 토드를 바른 길로 인도하기 위해 찾아와 대화를 시도하자 토드는 에드워드가 성적으로 접근했다고 거짓으로 고발하겠다고 협박하며 입막음을 시킨다.

## 출연
- 이언 매켈런 - 아서 덴커 / 쿠르트 두산더 역
- 브래드 렌프로 - 토드 보든 역
- 데이비드 슈위머 - 에드워드 프렌치 역
- 브루스 데이비슨 - 리처드 보든 역
- 앤 다우드 - 모니카 보든 역
- 제임스 캐런 - 빅터 보든 역
- 엘리어스 커테이어스 - 아치 역
- 조 모턴 - 댄 리츨러 역
- 얀 트리스카 - 와이스코프 역
- 마이클 번 - 벤 크레이머 역
- 헤더 매콤 - 베키 트래스크 역
- 조슈아 잭슨 - 조이 역

## 기타 제작진
- 공동 제작: 톰 더샌토
- 배역: 프랜신 메이즐러
- 미술: 리처드 후버
- 의상: 루이즈 밍건바크